# Genoa Cricket and Football Club (femminile)
Il Genoa Cricket and Football Club, noto anche come Genoa Women, è una società calcistica femminile italiana con sede nella città di Genova. Milita in Serie A dal 2025.
Fondato nel 2014 a seguito degli obblighi istituiti dalla FIGC per le squadre partecipanti alla Serie A e alla Serie B maschili, inizialmente il Genoa prevedeva le sole giovanili. Nel 2019 nasce la prima squadra, che disputa e vince il campionato di Eccellenza.

## La storia delle giovanili
Nel 2014 la Federazione Italiana Giuoco Calcio impone alle società maschili di Serie A e Serie B di disporre di un corrispettivo femminile. Risale perciò al 2014 l'istituzione di una squadra under 12; nel 2016 si iscriveranno ai rispettivi campionati di leva anche le formazioni under 14 e under 15. Quest'ultima squadra trionferà nel proprio girone regionale, vincendo ciascuna delle partite disputate (spesso con punteggi tennistici), accedendo così al torneo di giugno per l'assegnazione dello Scudetto. Qui però le Grifoncine soccombono nella final four con Inter, Roma e Verona, chiudendo al quarto posto.
Nell'estate del 2017 viene istituita la leva Juniores, frutto della crescita delle calciatrici precedenti.
Nel gennaio 2018 il capitano storico Giada Abate diventa la prima calciatrice di genere femminile nell'orbita Genoa ad essere convocata in Nazionale: disputa così 9 incontri tra il gennaio e l'aprile 2018 con la maglia azzurra dell'under 16. Nel febbraio 2018 anche Alessandra Massa viene convocata in under 16 per il torneo di Algarve.
Nel marzo 2018 l'under 15 ottiene matematicamente il secondo titolo regionale consecutivo, nuovamente vincendo ogni partita del girone, grazie a una vittoria per 5-0 sul Vado. Un mese dopo arriva anche il titolo Juniores.
L'under 15 approda così al torneo nazionale per il titolo, eliminando fra tutte le avversarie la Sampdoria, venendo però beffate nella semifinale della Final Four dalla Juventus all'ultimo minuto.
Nell'estate del 2018 all'under 15 si aggiunge l'under 17, come risultato della crescita delle ragazze under 15 precedenti. Fra costoro, Giada Abate, che otterrà ulteriori convocazioni per raduni e partitelle con la Nazionale under 16.
Nel febbraio 2019 il Genoa under 17 decide di prendere parte alla prima Viareggio Women's Cup, destinata alle formazioni femminili under 19. Nonostante la differenza di età e di blasone fra le genoane e le avversarie, il Genoa onorerà il girone, venendo eliminato a seguito di due sconfitte e una vittoria, rimediate tra il 19 e il 22 marzo (le Grifoncine perdono 1-0 dall'Inter, perdono 3-0 dalla Fiorentina e vincono 9-0 contro lo Spezia).
Il 29 aprile 2019 Giada Abate realizza la prima rete in nazionale per una calciatrice del Genoa, segnando la seconda rete azzurra nel 5-0 amichevole contro la Macedonia, al 12'.
Sempre nel 2018-2019 il Genoa under 15 vince il titolo regionale, accedendo alla fase interregionale per l'assegnazione dello scudetto, pur venendo eliminato presso il girone con Milan, Inter e Torino (ove le rossoblù batteranno soltanto il Torino). L'under 17, avendo chiuso il proprio girone di campionato al terzo posto dietro a Inter e Juventus, egualmente accede alla fase interregionale, dove elimina il Tavagnacco e accede alle Final Fuor. Qui le genoane (la cui rosa è composta da 2002 e 2003) sono eliminate in semifinale da una Juventus che schiera delle 2001; dopodiché, nella finale per il terzo posto, il Genoa batte la Roma ai tiri di rigore e vince il bronzo nazionale.
Nel 2019 viene finalmente inaugurata la prima squadra, che debutta in Eccellenza ed è prevalentemente il frutto delle ragazze cresciute nel vivaio rossoblù.
Nel 2022 viene istituita la squadra Primavera, contestualmente alla fondazione del Campionato Primavera 2. Tale squadra viene promossa in Primavera 1 per la prima volta nella storia nell'estate del 2025, siglando il record di miglior squadra di Primavera 2 nella storia (50 punti e +75 di differenza reti) simultaneamente alla promozione in Serie A della prima squadra.

## La prima squadra
La prima squadra femminile del Genoa nasce ufficialmente in occasione della stagione 2019-2020 di Eccellenza (quarto livello del campionato italiano femminile di calcio).
Il 13 ottobre 2019 il Genoa scende in campo per la sua prima partita ufficiale, che consiste nel primo incontro della fase a gironi di Coppa Italia Eccellenza 2019-2020, vinto dalle rossoblù contro l'Olimpic Pra' con il punteggio di 12-0. L'esito della partita viene però non omologato, poiché l'Olimpic Pra' verrà esclusa dalla manifestazione. Il primo match convalidato per il Genoa femminile è così la domenica successiva, il 20 ottobre 2019, quando le genoane superano la Superba con il punteggio di 0-5. Poiché Giada Abate era impegnata con la nazionale under 17, il capitano allora fu Alessandra Massa. Il 27 ottobre 2019, nuovamente in Coppa Italia Eccellenza, il Genoa vince 3-6 sul campo del Rupinaro Chiavari, questa volta con la fascia al braccio del capitano storico Abate.
Il campionato di Eccellenza comincia il 1° dicembre 2019, quando il Genoa supera la Genova Calcio con il punteggio di 0-9. Nel corso della stagione 2019-2020 la formazione rossoblù domina il girone regionale, vincendo 10 partite su 10, segnando 67 reti e subendo una rete sola, fino all'interruzione del torneo per la pandemia di covid.
Il Genoa viene così promosso in Serie C con numeri da record. Qui vi resta due stagioni: nella stagione 2020-2021 chiude al terzo posto con 43 punti ottenuti in 22 partite, mentre nel 2021-2022 chiude addirittura secondo, con 61 punti in 30 partite. Tuttavia il secondo posto non è sulla carta sufficiente per la promozione in Serie B, ed è così che il Genoa decide di acquistare il titolo sportivo del Cortefranca, società del torneo cadetto che rinuncia all'iscrizione.
Il Genoa esordisce in questo modo nel campionato di Serie B del 2022-2023, conquistando la salvezza grazie a un undicesimo posto su un totale di 16 squadre. L'attaccante Caterina Bargi chiude inoltre al terzo posto nella classifica marcatrici. Durante l'edizione in questione, il 7 maggio 2023 (ventisettesima giornata di campionato) la squadra disputa la sua centesima partita ufficiale, perdendo 3-1 dalla Ternana.
Nel 2023-2024 il Genoa gioca nuovamente nel campionato cadetto, dove chiude al settimo posto. Il 19 novembre 2023 (ottava giornata di campionato) il Genoa disputa la sua centesima partita ufficiale in campionato, battendo 3-0 la San Marino Academy.
In questa stagione l'attaccante rossoblù Caterina Bargi vince la classifica marcatrici ex aequo con Valeria Pirone, realizzando 22 gol.
Nel 2024-2025 la squadra, arrivata terza in Serie B, viene promossa per la prima volta nella storia in Serie A. La matematica promozione si concretizza l'11 maggio 2025, grazie alla vittoria in trasferta a Bergamo sul campo dell'Orobica (0-1 con gol di Giorgia Bettalli) e alla contemporanea sconfitta del Bologna a Cesena (2-1). Contestualmente il Genoa, in contemporanea alla Ternana, diventa la prima squadra nella storia del calcio femminile a raggiungere la massima serie scalando tutti i livelli intermedi, dall'Eccellenza alla Serie B.
Il 12 giugno 2025 il Genoa viene premiato come miglior squadra della Serie B 2024-2025 in occasione dell'evento B to Be - Un giorno lungo una stagione, tenutosi a Coverciano alla presenza del presidente della FIGC Gabriele Gravina.

## Strutture
Dal 2021-2022 al 2024-2025 il Genoa si è allenato e ha giocato, quasi sempre, le proprie partite casalinghe presso l'impianto Nazario Gambino di Arenzano. Tre partite interne del 2024-2025 si sono giocate allo Stadio La Sciorba.
La stagione 2019-2020, in Eccellenza, e la prima stagione di Serie C (2020-2021) ha invece visto le rossoblù disputare gli incontri casalinghi prevalentemente allo stadio Baciccia Ferrando di Genova Pra'.
La stagione 2025-2026 in Serie A, cioè la prima da professioniste, vede come campo domestico La Sciorba.

## Allenatori e presidenti
Di seguito gli allenatori e presidenti del Genoa dal 2019 a oggi:
- 2019-2020  Luca De Guglielmi
- 2020-2021  Marco Oneto
- 2021-2022  Marco Oneto
- 2022-2023  Marco Oneto (1ª-12ª)
 Antonio Filippini (13ª-30ª)
- 2023-2024  Antonio Filippini
- 2024-2025  Fabio Fossati
- 2025-2026  Sebastiàn De La Fuente

- 2019-2021  Enrico Preziosi
- 2021-2025  Alberto Zangrillo
- 2025-  Dan Șucu

## Palmarès

#### Prima squadra
- Eccellenza Liguria: 1

2020

#### Competizioni giovanili
- Campionato Primavera 2: 1

Girone A 2024-2025

## Statistiche e record di squadra

### Bilancio incontri
Dati aggiornati al 18 maggio 2025.
| Competizione             | G   | V  | N  | P  | GF  | GS  | DR   |
| ------------------------ | --- | -- | -- | -- | --- | --- | ---- |
| Campionato di Serie A    | 0   | 0  | 0  | 0  | 0   | 0   | 0    |
| Campionato di Serie B    | 90  | 41 | 14 | 35 | 169 | 127 | +42  |
| Campionato di Serie C    | 52  | 31 | 11 | 10 | 106 | 53  | +53  |
| Campionato di Eccellenza | 10  | 10 | 0  | 0  | 67  | 1   | +66  |
| Totale campionato        | 152 | 82 | 25 | 45 | 342 | 181 | +161 |
| Coppa Italia             | 4   | 0  | 0  | 4  | 4   | 19  | -15  |
| Coppa Italia Serie C     | 5   | 2  | 1  | 2  | 12  | 7   | +5   |
| Coppa Italia Eccellenza  | 4   | 4  | 0  | 0  | 21  | 4   | +17  |
| Totale Coppa nazionale   | 13  | 6  | 1  | 6  | 37  | 30  | +7   |
| Serie A Women's Cup      | 0   | 0  | 0  | 0  | 0   | 0   | 0    |
| TOTALE                   | 165 | 88 | 26 | 51 | 379 | 211 | +168 |

Codici:

G: Partite giocate,
V: Partite vinte,
N: Partite pareggiate (nulle),
P: Partite perse,
GF: Gol fatti,
GS: Gol subiti,
DR: Differenza reti.

### Partecipazione ai campionati
| Livello | Categoria  | Partecipazioni | Debutto   | Ultima stagione | Totale |
| ------- | ---------- | -------------- | --------- | --------------- | ------ |
| 1º      | Serie A    | 1              | 2025-2026 | 2025-2026       | 1      |
| 2º      | Serie B    | 3              | 2022-2023 | 2024-2025       | 3      |
| 3º      | Serie C    | 2              | 2020-2021 | 2021-2022       | 2      |
| 4º      | Eccellenza | 1              | 2019-2020 | 2019-2020       | 1      |

### Partecipazione alle coppe nazionali
| Competizione            | Partecipazioni | Debutto   | Ultima stagione | Totale |
| ----------------------- | -------------- | --------- | --------------- | ------ |
| Coppa Italia            | 4              | 2022-2023 | 2025-2026       | 4      |
| Coppa Italia Serie C    | 2              | 2020-2021 | 2021-2022       | 2      |
| Coppa Italia Eccellenza | 1              | 2019-2020 | 2019-2020       | 1      |

## Statistiche e record individuali

### Record presenze
Aggiornate alla trentesima giornata della Serie B 2024-2025.
| Campionato - 139 Alice Campora (2019-2025) - 116 Sara Lucafò (2019-) - 113 Giorgia Bettalli (2021-) - 100 Giulia Parodi (2019-2024) - 94 Giada Abate (2019-) - 90 Matilde Macera (2019-2025) - 89 Caterina Bargi (2022-) - 62 Martina Crivelli (2019-2023) - 62 Carola Spotorno (2019-2023) - 61 Fernanda Fernandez (2021-2024) | Coppa Italia - 12 Alice Campora (2019-2025) - 11 Giulia Parodi (2019-2024) - 10 Giada Abate (2019-) - 8 Sara Lucafò (2019-) - 8 Matilde Macera (2019-2025) - 8 Carola Spotorno (2019-2023) - 7 Martina Crivelli (2019-2023) - 6 Giorgia Bettalli (2021-) - 5 Arianna Giupponi (2019-2021) - 5 Giulia Severini (2019-2021) - 5 Carola Spotorno (2019-2023) | Totale - 151 Alice Campora (2019-2025) - 124 Sara Lucafò (2019-) - 119 Giorgia Bettalli (2021-) - 111 Giulia Parodi (2020-2024) - 104 Giada Abate (2019-) - 98 Matilde Macera (2019-2025) - 93 Caterina Bargi (2022-) - 70 Carola Spotorno (2019-2023) - 69 Martina Crivelli (2019-2023) - 65 Fernanda Fernandez (2021-2024) |

### Record marcature
Aggiornate alla trentesima giornata della Serie B 2024-2025.
| Campionato - 61 Caterina Bargi (2022-) - 52 Giulia Parodi (2019-2024) - 26 Alice Campora (2019-2025) - 21 Giorgia Bettalli (2021-) - 21 Giulia Tortarolo (2021-2023) - 18 Claudia Ferrato (2023-2025) - 17 Alessandra Massa (2019-2020, 2023-) - 15 Arianna Acuti (2023-) - 14 Alessia Basso (2019-2021) - 12 Martina Crivelli (2019-2023) | Coppa Italia - 7 Giulia Parodi (2019-2024) - 5 Alice Campora (2019-2025) - 4 Alessandra Massa (2019-2020, 2023-) - 4 Giulia Tortarolo (2021-2023) - 3 Giada Abate (2019-) - 2 Caterina Bargi (2022-) - 2 Azzurra Bernardi (2019-2021) - 2 Aurora Buzi (2019-2021) - 2 Carola Spotorno (2019-2023) - 1 Giorgia Bettalli (2021-) - 1 Sara Favali (2019-2022) - 1 Marica Licco (2019-2021) - 1 Daniela Migliardo (2019-2021) - 1 Giulia Severini (2019-2021) | Totale - 63 Caterina Bargi (2022-) - 59 Giulia Parodi (2019-2024) - 31 Alice Campora (2019-2025) - 25 Giulia Tortarolo (2021-2023) - 22 Giorgia Bettalli (2021-) - 21 Alessandra Massa (2019-2020, 2023-) - 18 Claudia Ferrato (2023-2025) - 15 Arianna Acuti (2023-) - 14 Alessia Basso (2019-2021) - 12 Martina Crivelli (2019-2023) |

## Organico

### Rosa 2025-2026
| N. |                    | Ruolo | Calciatrice         |
| -- | ------------------ | ----- | ------------------- |
| 1  | Italia (bandiera)  | P     | Lisa Marchetti      |
| 2  | Malta (bandiera)   | D     | Emma Lipman         |
| 3  | Italia (bandiera)  | D     | Martina Di Bari     |
| 4  | Italia (bandiera)  | C     | Giorgia Bettalli    |
| 5  | Italia (bandiera)  | C     | Giada Abate         |
| 8  | Malta (bandiera)   | C     | Rachel Cuschieri    |
| 9  | Svezia (bandiera)  | A     | Alice Söndergaard   |
| 11 | Italia (bandiera)  | A     | Alison Rigaglia     |
| 14 | Italia (bandiera)  | C     | Anastasia Ferrara   |
| 15 | Italia (bandiera)  | D     | Federica Di Criscio |
| 16 | Albania (bandiera) | D     | Arbenita Curraj     |
| 17 | Italia (bandiera)  | A     | Arianna Acuti       |
| 19 | Albania (bandiera) | C     | Alma Hilaj          |
| 20 | Canada (bandiera)  | D     | Heidi Giles         |
| 21 | Italia (bandiera)  | P     | Camilla Forcinella  |

| N. |                       | Ruolo | Calciatrice           |
| -- | --------------------- | ----- | --------------------- |
| 22 | Italia (bandiera)     | A     | Caterina Bargi        |
| 25 | Italia (bandiera)     | C     | Norma Cinotti         |
| 27 | Italia (bandiera)     | A     | Valeria Monterubbiano |
| 28 | Italia (bandiera)     | D     | Lucrezia Parolo       |
| 30 | Italia (bandiera)     | C     | Giulia Giacobbo       |
| 33 | Slovacchia (bandiera) | P     | Maria Korenciova      |
| 34 | Italia (bandiera)     | A     | Asia Rota             |
| 44 | Italia (bandiera)     | D     | Chiara Mele           |
| 45 | Italia (bandiera)     | A     | Alessandra Massa      |
| 74 | Italia (bandiera)     | D     | Sara Lucafò           |
|    | Italia (bandiera)     | C     | Valery Vigilucci      |